# Pseudomalaquita
La pseudomalaquita (del grec ψευδής que indica "falsedat" degut a la seva semblança amb la malaquita) és un mineral de la classe dels fosfats.

## Classificació
La pseudomalaquita es troba classificada en el grup 8.BD.05 segons la classificació de Nickel-Strunz (8 per a fosfats, arsenats, vanadats); B per a Fosfats, etc., amb anions addicionals, sense H2O i D per a amb només cations de grandària mitjana, (OH, etc.): RO4 = 2: 1; el nombre 05 correspon a la posició del mineral dins del grup). En la classificació de Dana el mineral es troba al grup 41.4.3.1 (41 per a fosfats anhidres, etc. que contenen hidroxil o halogen i 4 per a (AB)₅(XO₄)₂Zq; 3 i 1 corresponen a la posició del mineral dins del grup).

## Característiques
La pseudomalaquita és un fosfat de fórmula química Cu₅(PO₄)₂(OH)₄. Cristal·litza en el sistema monoclínic. La seva duresa a l'escala de Mohs és 4 a 4,5. És soluble en àcids.

## Formació i jaciments
S'ha descrit a la mina Virneberg, Rheinbreitbach, Westerwald, Renània-Palatinat, Alemanya.
Als territoris de parla catalana ha estat descrita a Cal Gairal, a Gavà (Baix Llobregat, Barcelona), a la pedrera del turó de Montcada (Montcada i Reixac, Barcelona), a la mina «de la Turquesa», a Cornudella de Montsant (Priorat, Tarragona), i a la prospecció San José (Xóvar, Castelló).